# 羅永賢
羅永賢（英語：Marco Law Wing Yin，1966年10月22日—），香港劇集監製，現為無綫電視監製兼戲劇組製作部經理。

## 簡歷
羅永賢曾讀荃灣聖芳濟中學，1988年於香港中文大學社會系畢業，入職時擔任無綫電視編導，早期為服務兒童節目，於1990年轉往戲劇劇組，並遇上三個前輩對他影響深遠，包括TVB製作部戲劇製作總監曾勵珍、監製王心慰及著名電視電影製作人韋家輝，1999年獲晉升為無綫電視電視劇監製。著名作品包括無綫長篇劇《高朋滿座》、《人龍傳說》等等。而其所監製的作品與關頌玲、黃偉強等編審合作較多。
2019年，其監製的劇集《白色強人》迴響甚大，並於《萬千星輝頒獎典禮2019》獲頒「最佳劇集」獎，男主角之一的馬國明亦憑此劇獲得「最佳男主角」獎，成為「視帝」。
2022年4月獲晉升為高級經理（戲劇分部）。
在任監製時期，常用主演演員有蔣志光（14部）；曹永廉、何俊軒、陳國邦（11部）；唐詩詠（10部）；胡定欣、蕭正楠、何啟南（9部）；姚嘉妮、李成昌、劉江、張國強（7部）；馬國明、黃建東、鍾景輝、黃浩然、方中信、黃智賢、黃德斌（6部）；何廣沛、韋家雄、李佳芯、姜大衞、黎諾懿（5部）；陳豪、張曦雯、譚偉權、陳自瑤、岳華、楊怡、蒙嘉慧、楊思琦、鄭嘉穎、梁競徽（4部）；朱智賢、郭晉安、陳嘉輝、鄭子誠、曾航生、黎耀祥、李施嬅、徐子珊（3部）；佘诗曼、王君馨、林夏薇、邵美琪、陳茵媺（2部）。

## 作品

### 電視劇（無綫電視）

#### 編導
- 1994年：《第三類法庭》
- 1998年：《烈火雄心》
- 2001年：《勇往直前》
- 2002年：《烈火雄心II》
- 2022年：《究竟天有幾高》

#### 監製
- 1999年：《人龍傳說》
- 2000年：《LovingYou我愛你》
- 2003年：《LovingYou我愛你2》、《花樣中年》
- 2004年：《無名天使3D》、《爭分奪秒》
- 2005年：《隨時候命》
- 2006年：《高朋滿座》、《樓住有情人》
- 2007年：《建築有情天》
- 2009年：《ID精英》、《仁心解碼》
- 2010年：《囧探查過界》
- 2011年：《女拳》
- 2012年：《拳王》、《大太監》
- 2013年：《仁心解碼II》
- 2014年：《寒山潛龍》、《名門暗戰》
- 2016年：《公公出宫》、《律政強人》
- 2017年：《超時空男臣》
- 2019年：《白色強人》
- 2021年：《愛美麗狂想曲》
- 2022年：《究竟天有幾高》、《白色強人II》[5]
- 2023年：《破毒強人》
- 2024年：《企業強人》
- 2025年：《麻雀樂團》

## 獎項
- 《萬千星輝頒獎典禮2019》「最佳劇集」：《白色強人》